# Dejan Mezga
Dejan Mezga (Vezni, 16 luglio 1985) è un calciatore croato, centrocampista dell'Übelbach.

## Palmarès

### Club

#### Competizioni nazionali
- Campionato sloveno: 3

Maribor: 2008-2009, 2010-2011, 2011-2012
- Coppa di Slovenia: 2

Maribor: 2010, 2012
- Supercoppa di Slovenia: 2

Maribor: 2009, 2013